# Лунин, Михаил Киприанович
Михаил Киприанович (Куприянович) Лунин (1712—1776) — тайный советник (1765) и сенатор; президент Вотчинной коллегии (1760—1766). Дед декабриста М. С. Лунина.

## Биография
Родился в 1712 году. Происходил из рода Луниных.
С 1723 года учился в артиллерийской школе. В 1730 году был переведён в Измайловский полк капралом, в 1731 году произведён фурьером, в 1733 — каптенармусом, в 1734 — сержантом. Затем в чине капитана стал адъютантом Густава Бирона и участвовал в русско-турецкой войне, где отличился при штурме Очакова (1737) и в Ставучанском сражении (1739); получил пулевое ранение в живот навылет.
Впоследствии служил генерал-аудитор-лейтенантом (с 1741) у генералиссимуса Антона Брауншвейгского. Елизавета Петровна пожаловала ему чин полковника, сделала прокурором Адмиралтейской коллегии (1742—1753), а затем — вице-президентом Коммерц-коллегии (1753—1760). Пользовался благосклонностью Петра III, который крестил его сына и наградил орденом Св. Анны. С 1760 года — действительный статский советник и президент Вотчинной коллегии.
При Екатерине II перешёл на службу в Правительствующий сенат, где занимался составлением межевой инструкции. В 1767 году для сочинения проекта Нового уложения был выбран депутатом от Вотчинной коллегии, а от большого депутатского собрания был избран членом Межевой комиссии.
Умер 22 сентября (3 октября) 1776 года в Москве. Похоронен в построенной им церкви в своем имении Рязанской губернии, — в селе Богородском Спасского уезда, пожалованном его предку ещё в 1514 году. 
В браке с Анной Ивановной, дочерью петровского сподвижника И. И. Неплюева, у Лунина родились сыновья: Александр, Пётр, Иван и Сергей, которые наследовали многочисленные владения в Рязанской и Тамбовской губерниях.